# Nakadomari
Nakadomari (jap. 中泊町 Nakadomari-machi) – miasto w Japonii, na północy Honsiu, w prefekturze Aomori i powiecie Kitatsugaru. Ma powierzchnię 216,34 km². W 2020 r. mieszkało w nim 9 657 osób, w 3 855 gospodarstwach domowych  (w 2010 r. 12 743 osoby, w 4 352 gospodarstwach domowych) .

## Geografia
Jest położone w zachodniej części prefektury, na półwyspie Tsugaru i podzielone jest na dwie nieprzylegające do siebie, o różnej wielkości części. Rozdziela je fragment miasteczka Goshogawara. Część południowa położona wewnątrz półwyspu jest większa i obejmuje obszar byłego miasta Nakasato. Jej zachodnią granicę stanowią rzeka Iwaki i brzeg jeziora Jūsan. Mniejszy obszar znajduje się na północy i zawiera leżącą nad brzegiem Morza Japońskiego byłą wioskę Kodomari na zachodnim krańcu cieśniny Tsugaru.
Przez obie części miasteczka przebiega droga krajowa 339, zwana Tatsudomari Line. Do części południowej dochodzi lokalna linia kolejowa Tsugaru-sen ze stacjami: Ōzawanai, Fukōda i Tsugaru-Nakasato. W północnej znajduje się przylądek Tappi

Nakadomari w prefekturze Aomori

## Demografia
Według danych na dzień 1 stycznia 2018 roku w mieście mieszkało 11 406 osób, w tym 5 351 mężczyzn i 5 125 kobiet, tworzących 5 125 gospodarstw domowych.
| 1995   | 2000   | 2005   | 2010   | 2015   | 2020  |
| ------ | ------ | ------ | ------ | ------ | ----- |
| 15 998 | 15 325 | 14 184 | 12 743 | 11 187 | 9 657 |

## Galeria

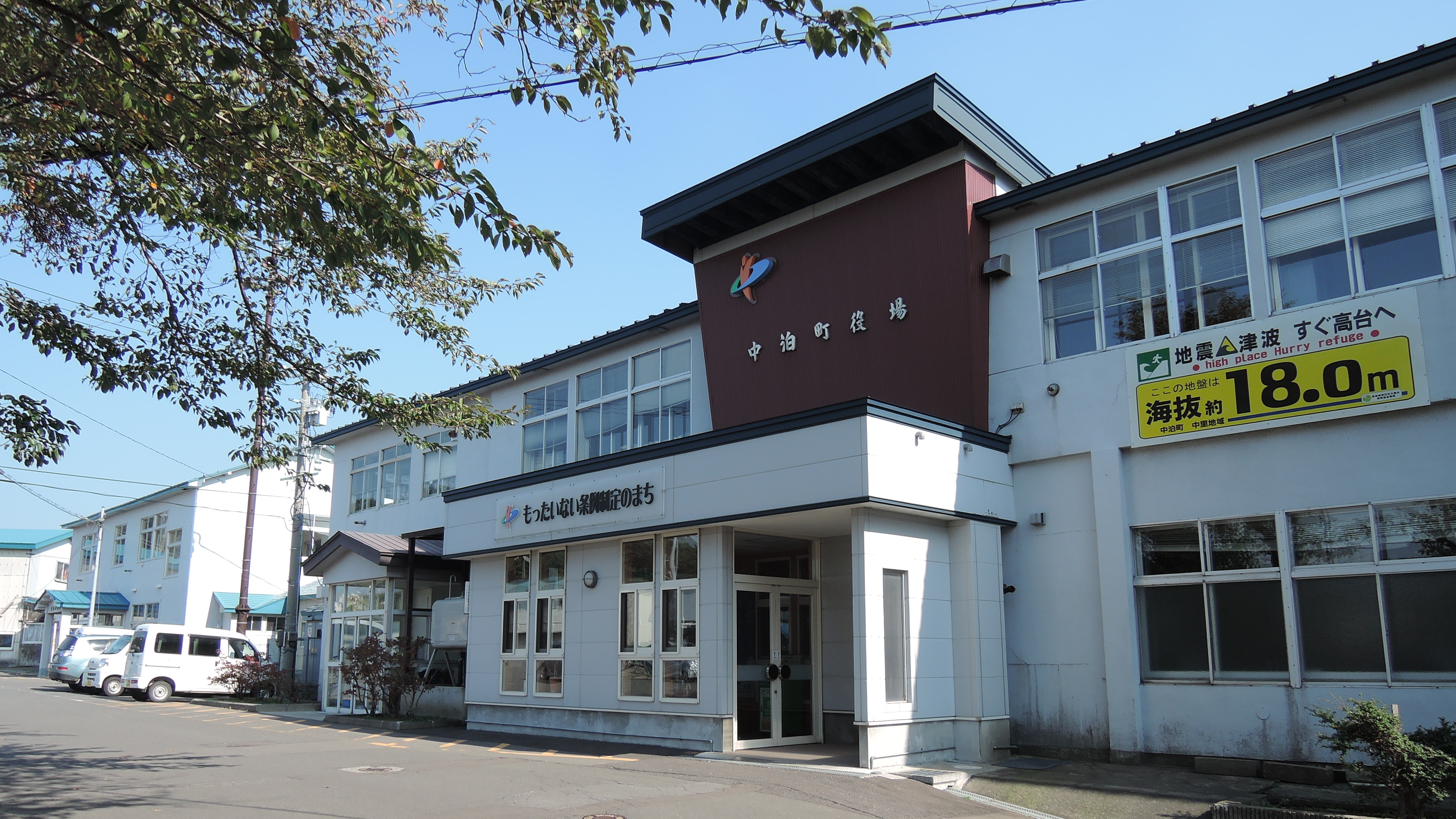
Siedziba władz miasteczka
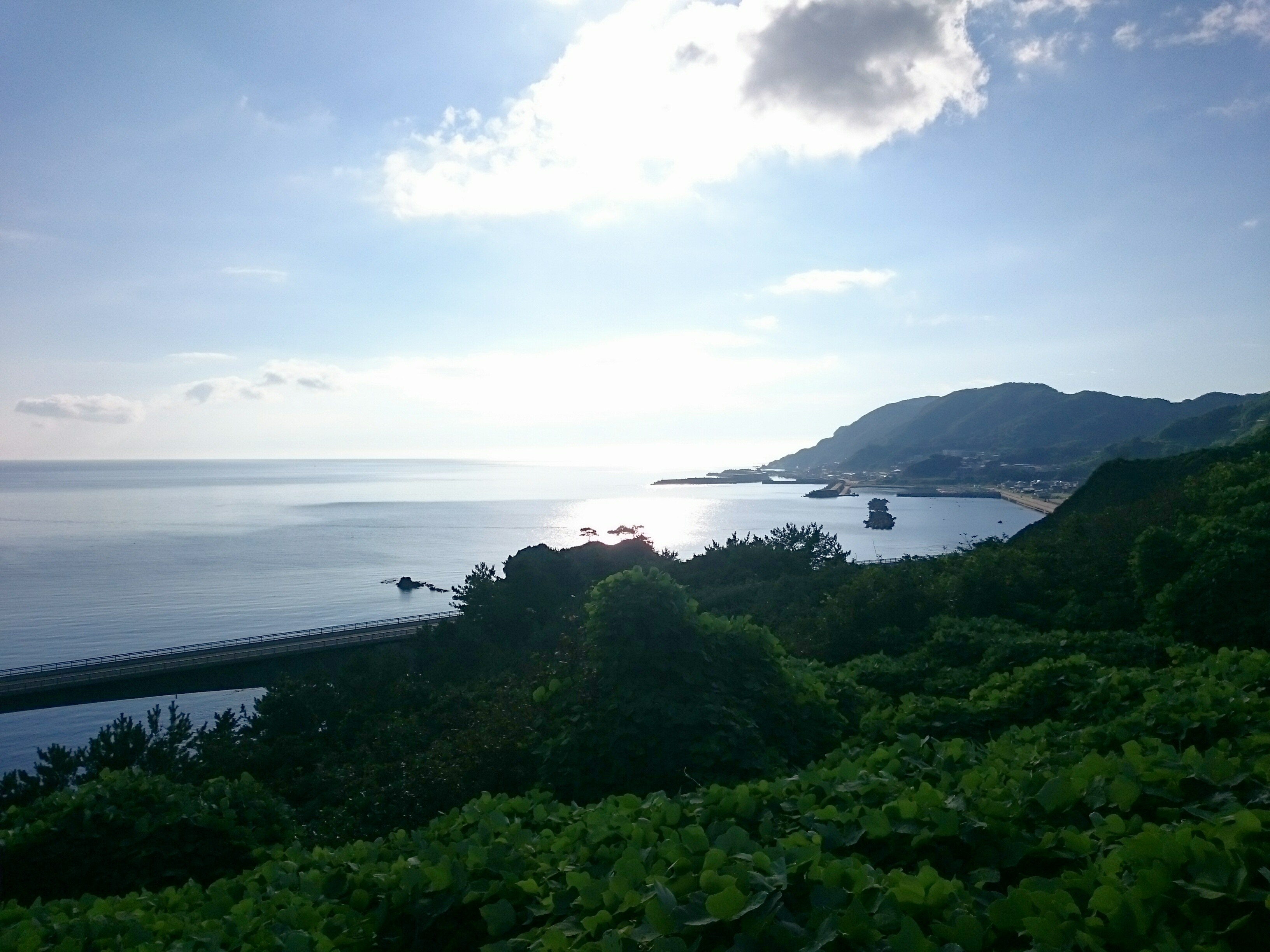
Kodomari
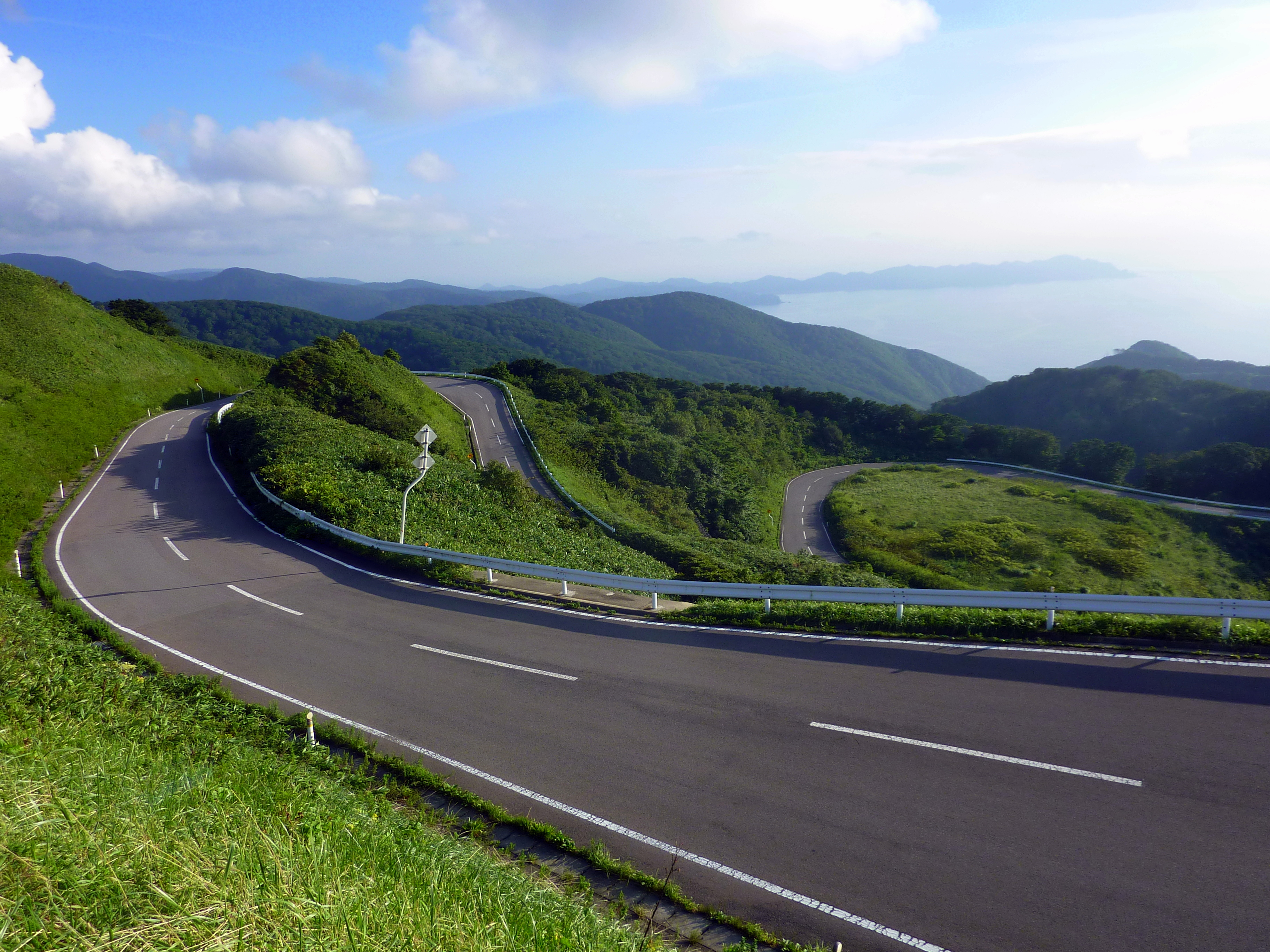
Droga 339 (Tatsudomari Line)